# لیل-او-کودر
لیل-او-کودر (به فرانسوی: L'Isle-aux-Coudres) شهری در منطقه شهری شارلووا ناحیه کاپیتل-ناسیونال در استان کبک کانادا است. در سرشماری سال ۲۰۱۱ این شهر ۱٬۳۰۴ نفر جمعیت داشته‌است و مساحت آن ۲۹٫۵۴ کیلومتر مربع است.